# 帝都高速度交通營團

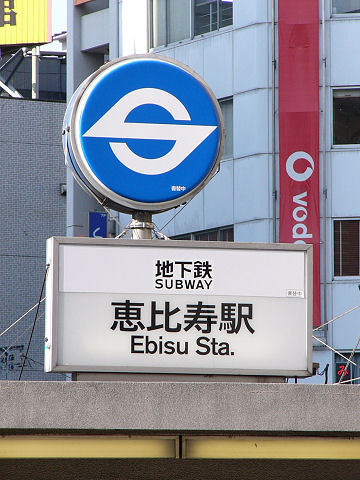
昔日營團時代，地鐵站入口使用的營團「S」型標誌。本圖攝於惠比壽站。

帝都高速度交通營團（日语：／ teito kōsokudo kōtsū eidan */?），簡稱交通營團、或逕稱為營團，是日本曾存在的一個特殊法人機構，主要經營東京都內（東京都區部）的地下鐵路線。成立於1941年，2004年後公司化改制為東京地下鐵株式會社。在都營地下鐵開業前，是東京唯一的地下鐵營運單位。

## 沿革

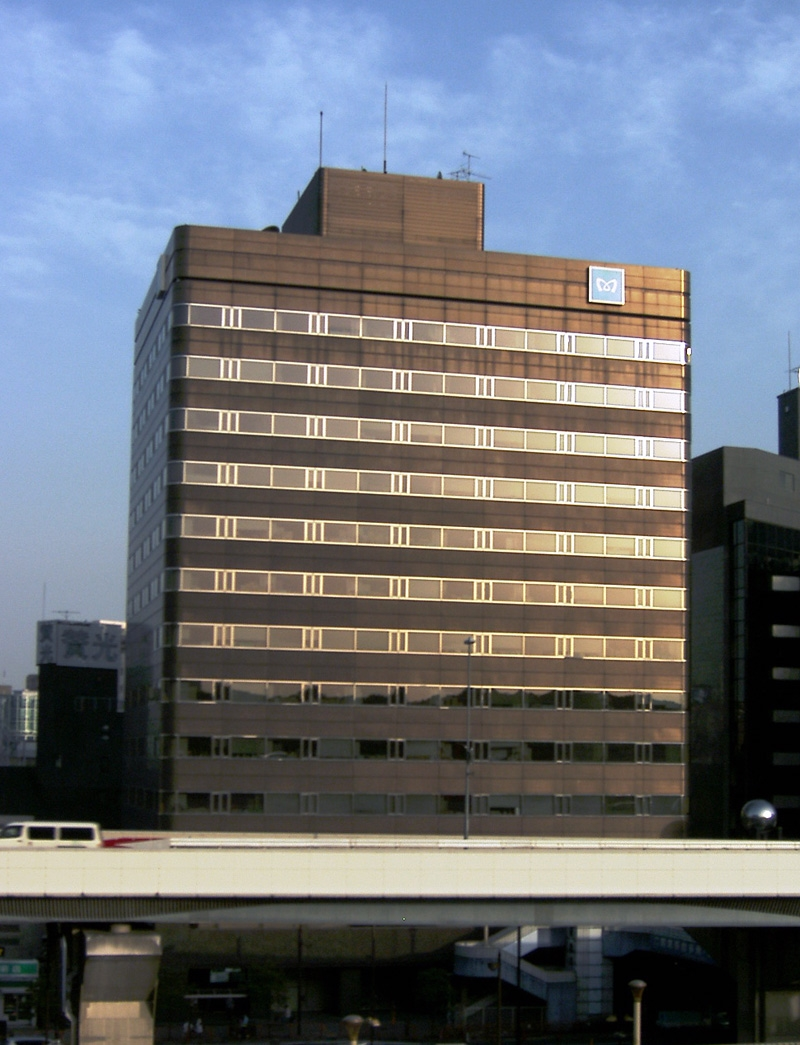
位於東京上野的原帝都高速度交通營團總部大樓，後由東京地下鐵沿用

營團是由當時東京兩間地下鐵的營運公司「東京地下鐵道」及「東京高速鐵道」合併而成，前者在1927年開設日本乃至於亞洲的第一條地下鐵線，後者則在1938年開設第二條地下鐵線（兩條路線之後互相串聯，成為今日的銀座線）。在太平洋戰爭時期的運輸體制下，以及根據1941年（昭和16年）3月6日頒布的《帝都高速度交通營團法》，為管理東京與鄰近地區的“地下都市高速度交通事業”而成立，並由負責交通業務之中央省廳監管（鐵道省→運輸通信省→運輸省→國土交通省）。其英語譯名為、簡稱。
「地下都市高速度交通事業」即是指地下鐵，因為鐵路在城市內比道路交通快，而營團開始營運時，東京市區的軌道交通是以路面電車為主，故當時在法人名稱中加上「高速」兩字，以強調地下鐵的速度性；「帝都」則是指「帝國的首都」東京，是當時常見的用詞。至於「營團」是「經營財團」的通稱，這是日本在日中戰爭與太平洋戰爭爆發後，為加強戰爭時期國家對部分產業的控制與管理，透過立法的方式由政府與民間共同出資的一種組織型態，以介於公法人與私法人之間的身分實施獨佔式的經營。當時成立的營團還有住宅營團、農地開發營團等，但大部分在戰後因盟軍占領當局的指令被改制為公團（採取公法人形式經營的公營事業機構）或直接廢除，僅有帝都高速度交通營團被認為非為戰爭目的而設，而被允許存續下來，但民間資本被排除，成為一個近似於公團的公營事業機構。
營團於1941年7月4日成立，同年9月1日開始營運。開業時的資本額為6000萬日圓，由日本政府、東京市役所（1943年起為東京都廳）和相關鐵路業者（多為私鐵）集資而成：日本政府佔4000萬日圓，東京市役所佔1000萬日圓，東京橫濱電鐵（今東急電鐵前身之一）、東武鐵道各200萬日圓，京成電氣軌道、小田急電鐵各100萬日圓，西武鐵道、武藏野鐵道（現被併入西武鐵道）、國有鐵道共濟組合則各50萬日圓。戰後的1951年，改為純政府出資，由日本國有鐵道（國鐵分割民營化後改由日本政府）與東京都廳共同出資，並由日本國庫融資進行地下鐵路網的建設。
早期在稱呼東京的「地下鐵」時，指的通常都是營團。營團經營的地下鐵路線稱作「營團地下鐵」或「營團線」，車站入口的標誌就寫上「 SUBWAY」。而在稱呼路線時，為免和東京都自力經營的都營地下鐵混淆，營團經營的地下鐵路線有時會稱為「營團○○線」或「地下鐵○○線」（後者使用較多）。雖然「營團地下鐵」是對營團旗下鐵路系統的暱稱，但在營團解散前反而成為對整個組織的通稱，並被使用於提供旅客的資料上。
2004年（平成16年）4月1日，營團依照《東京地下鐵株式會社法》被廢止，營團的一切權利與義務由營團改組的東京地下鐵株式會社承繼。

## 4S
營團的標誌以S作圖案，同時在Subway的S字引申出4S，作為營團的基本理念。
- Speed：速度
- Safety：安全
- Security：可靠
- Service：服務

由於英語在戰時屬敵性語（敵軍語言），所以營團從成立到1964年（昭和39年）10月10日是使用圓形隧道與鐵軌的斷面之組合圖案作為徽章。

## 營運路線
- 銀座線：浅草站—澀谷站
- 丸之內線：池袋站—荻窪站
  - 丸之內線支線：中野坂上站—方南町站
- 日比谷線：北千住站—中目黑站
- 東西線：中野站—西船橋站
- 千代田線：綾瀨站—代代木上原站
  - 千代田線支線：綾瀨站—北綾瀨站
- 有樂町線：和光市站—新木場站間（含新線）
- 半藏門線：澀谷站—押上站
- 南北線：赤羽岩淵站—目黑站

## 使用車輛

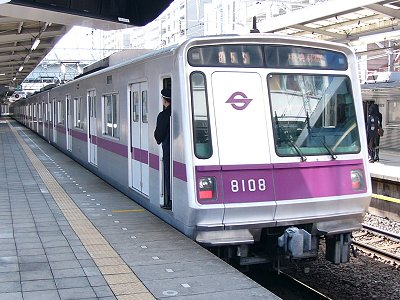
營團8000系電車

- 銀座線
  - 東京高速鐵道100型電車（日语：東京高速鉄道100形電車）（1968年（昭和43年）引退、1981年（昭和56年）廢車）
  - 東京地下鐵道1000型電車（日语：東京地下鉄道1000形電車）（1975年（昭和50年）廢車）
  - 東京地下鐵道1100型電車（日语：東京地下鉄道1000形電車）（1968年（昭和43年）廢車）
  - 東京地下鐵道1200型電車（1986年（昭和61年）引退）
  - 營團1300型電車（1986年（昭和61年）引退）
  - 營團1400型電車（日语：営団1400形電車）（1986年引退）
  - 營團1500型電車（日语：営団1700形電車#1500形 (初代)）（1986年（昭和61年）引退）
  - 營團1600型電車（日语：営団1700形電車#1600形）（1986年（昭和61年）引退）
  - 營團1700型電車（日语：営団1700形電車#1700形）（1986年（昭和61年）引退）
  - 營團1800型電車（日语：営団1700形電車#1800形）（1986年（昭和61年）引退）
  - 營團1900型電車（日语：営団2000形電車#1900型）（1990年（平成2年）引退）
  - 營團2000型電車（日语：営団2000形電車）（1993年引退）
  - 營團01系電車（東京地下鐵繼續營運，後於2017年（平成29年）引退）

- 丸之內線
  - 營團300、400、500、900型（日语：営団500形電車）（1996年（平成8年）引退。一部分賣到阿根廷布宜諾斯艾利斯）
  - 東京高速鐵道100型（日语：東京高速鉄道100形電車）（支線用。1968年（昭和43年）引退）
  - 營團2000型（日语：営団2000形電車）（支線用。1993年（平成5年）引退）
  - 營團02系電聯車（東京地下鐵繼續營運）

- 日比谷線
  - 營團3000系電車（日语：営団3000系電車）（1994年（平成6年）引退）
  - 營團03系電車（東京地下鐵繼續營運，後於2020年（令和2年）引退；一部分賣到地方私鐵）

- 東西線
  - 營團5000系電車（日语：営団5000系電車）（東京地下鐵繼續營運，後於2007年（平成20年）引退；一部分賣到印尼雅加達）
  - 營團05系電力動車組（東京地下鐵繼續營運，但一部分賣到印尼雅加達）

- 千代田線
  - 營團6000系電車（東京地下鐵繼續營運，後於2018年（平成30年）引退；一部分賣到印尼雅加達）
  - 營團06系電車（日语：営団06系電車）（東京地下鐵繼續營運，後於2015年（平成27年）引退）

- 有樂町線、新線
  - 營團7000系電車（日语：営団7000系電車）（東京地下鐵繼續營運，後於2022年（令和4年）引退；但一部分賣到印尼雅加達）
  - 營團07系電車（東京地下鐵繼續營運）

- 半藏門線
  - 營團8000系電車（東京地下鐵繼續營運）
  - 營團08系電車（東京地下鐵繼續營運）

- 南北線
  - 營團9000系電車（東京地下鐵繼續營運）

## 重大事件及意外事故
- 1963年（昭和38年）9月5日，一連串的「草加次郎事件」中，最大型事件就是「地下鐵銀座線爆炸案」。一列銀座線的列車最前方座位掛上計時炸彈。13名乘客受傷。
- 1995年（平成7年）3月20日，奥姆真理教發動東京地鐵沙林毒氣事件，12人死亡，5510人受傷。千代田線、丸之內線、日比谷線全日停止服務。
- 2000年（平成12年）3月8日，日比谷線中目黑站附近發生出軌事故，5人死亡。

## 關連項目
- 日本國有鐵道
- 東京地下鐵
- 東京的地下鐵系統